# لو باليه دي تي
لو باليه دي تي Le Palais des Thés شركة شاي تأسست في باريس 1987.
تملك أكثر من 45 محل شاي في  فرنسا و اليابان وإسرائيل وأيرلندا والنرويج وبلجيكا وألمانيا.
تتخص الشركة في جلب الشاي وتسويق أكثر من مائتي نوع منه، كذلك في ملحقات الشاي وأدواته.